# Trinidad (Texas)
Trinidad é uma cidade localizada no estado norte-americano do Texas, no Condado de Henderson.

## Demografia
Segundo o censo norte-americano de 2000, a sua população era de 1091 habitantes.
Em 2006, foi estimada uma população de 1140, um aumento de 49 (4.5%).

## Geografia
De acordo com o United States Census Bureau tem uma área de
39,1 km², dos quais 38,5 km² cobertos por terra e 0,6 km² cobertos por água.

## Localidades na vizinhança
O diagrama seguinte representa as localidades num raio de 16 km ao redor de Trinidad.